# David Coimbra
David Wagener Coimbra (Porto Alegre, 28 de abril de 1962 — Porto Alegre, 27 de maio de 2022) foi um jornalista, radialista, escritor e cronista brasileiro.

## Infância
Nascido em Porto Alegre, Coimbra era o mais velho de três filhos de uma professora. Seus irmãos eram Régis e Silvia. Quando David tinha oito anos, seu pai, alcoólatra, abandonou a família, tendo a mãe que sustentar sozinha os três filhos. Quando ela ganhou um concurso, usou o dinheiro para se mudar da Avenida Assis Brasil para o IAPI, mesmo bairro onde morou Elis Regina. Esse condomínio foi uma parte importante da vida de David, sendo mencionado em seus textos e livros.

## Carreira
Formou-se pela Pontifícia Universidade Católica do Rio Grande do Sul (PUC-RS) no curso de jornalismo no ano de 1984. No período em que esteve na faculdade trabalhou como assessor de imprensa da Livraria e Editora Sulina, onde redigia resenhas, entrevistava autores e acompanhava escritores em suas visitas ao Rio Grande do Sul.
Trabalhou em diversas redações de jornais, rádios e emissoras de televisão do Brasil. Foi editor-executivo de esportes do jornal Zero Hora.
Em novembro de 2014, passou a participar do programa Timeline, na Rádio Gaúcha. Em dezembro do mesmo ano, passa a ter uma coluna diária no jornal Zero Hora, substituindo Paulo Sant'Ana e Moisés Mendes. Também participava do programa  Pretinho Básico, da Rádio Atlântida.

## Luta contra câncer e morte
No ano de 2013, David foi diagnosticado com um tumor em estágio avançado no rim esquerdo, e exames posteriores apontaram que a doença havia se espalhado através de metástases ósseas. Ele foi, então, submetido a uma nefrectomia no Hospital São Francisco, da Santa Casa de Misericórdia, em Porto Alegre. A partir de junho de 2014, Coimbra passou a viver entre Porto Alegre e Boston, Massachusetts, nos Estados Unidos, onde participou de um estudo clínico inovador para combater a doença. O tratamento deu resultados satisfatórios, e motivou o escritor a escrever seu último livro, Hoje Eu Venci o Câncer, publicado pela L&PM em 2018.
Nos primeiros meses de 2022, Coimbra voltou a sentir os efeitos da doença e precisou se afastar de suas funções em diferentes momentos para tratamento. No dia 16 de maio, ele escreveu uma de suas últimas crônicas para a Zero Hora sob o título "Quando quis morrer", em que narrou o cotidiano difícil de combate à doença. E, em determinado trecho, escreveu: "Agora chegamos a uma parte importante: não deixei de amar a vida. Amo viver, amo a vida e sempre amarei. Mas não estava sendo recíproco".
Em 22 de maio de 2022, foi internado no Hospital Moinhos de Vento, em Porto Alegre, onde morreu cinco dias depois, em 27 de maio. O velório, aberto ao público, ocorreu na manhã de 28 de maio, na Capela Ecumênica do Crematório Metropolitano de Porto Alegre; enquanto o sepultamento, fechado para amigos e familiares, ocorreu na tarde do mesmo dia.

## Prêmios
Recebeu dez prêmios em sua carreira, entre eles o Esso de Reportagem, ARI, Direitos Humanos, Habitasul de Literatura, Érico Verissimo de Literatura, entre outros. Em 2019, foi agraciado com o Prêmio Açorianos pelo seu livro Hoje eu venci o câncer, de 2018.

## Obras
Escritor prolífico, publicou 18 livros sobre os mais diversos assuntos. Entre reportagens, romances, compilações de crônicas e contos, já lançou:
| Livro                                         | Descrição |
| --------------------------------------------- | --- |
| 800 Noites de Junho                           | Reportagem sobre o que ocorreu com o deputado Antônio Dexheimer, principal acusado do assassinato do também deputado e radialista José Antônio Daudt, em 1988 |
| A História dos Grenais                        | A trajetória do maior clássico do futebol gaúcho, o Grenal |
| Atravessando a Escuridão                      | Reportagem sobre um mineiro de carvão torturado pela repressão durante a ditadura militar no Brasil |
| Uma estação no inferno                        | Livro de poesias |
| A Mulher do Centroavante                      | Crônicas |
| A Cantada Infalível                           | Contos |
| Viagem                                        | Histórias de viagens |
| Vida no campo                                 | Histórias da lida rural |
| Crônica da Selvageria Ocidental               | Crônicas e contos |
| Canibais: Paixão e Morte na Rua do Arvoredo   | É um romance de Coimbra. Tem como inspiração os Crimes da Rua do Arvoredo, uma histórica verídica que se passa em Porto Alegre. O caso envolve o açougueiro alemão Carlos Klaussner , que transformava carne humana em linguiça, obtida através dos assassinatos cometidos pelo brasileiro José Ramos com a cumplicidade de sua esposa húngara Catarina Palsen. O caso ocorreu no século XIX, tendo quase se transformado numa lenda urbana. |
| Mulheres!                                     | Crônicas e contos sobre as mulheres |
| Pistoleiros Também Mandam Flores              | Folhetim publicado pela editora L&PM |
| Jogo de Damas                                 | Livro no qual descreve a importância da mulher sobre a história do mundo, através de grandes personagens históricos femininos |
| Cris, a Fera                                  | Folhetins publicados originalmente no seu blog |
| Um passo além do abismo                       | Textos políticos |
| Meu Guri                                      | Crônicas sobre seu filho, Bernardo |
| Jô na estrada                                 | Conta a história de uma menina que saiu de casa para procurar um novo mundo para viver |
| Um Trem Para a Suíça                          | Crônicas, reportagens e histórias de viagens. |
| Uma História do Mundo                         | Como se formou a primeira cidade, como nasceu o primeiro Deus único, como foi inventada a culpa |
| Crônicas dos Anos da Peste & Outras Histórias | Livro póstumo. Lançado durante a Feira do Livro de Porto Alegre, traz uma coletânea das últimas colunas de David na Zero Hora. |